# Maxime Biaggi
Pour les articles homonymes, voir Biaggi.
Maxime Biaggi, aussi connu sous le nom de Maxime Ricoveri-Leschi, est un acteur, vidéaste web et streameur français, né le 11 juin 1997 à Bastia (Haute-Corse).

## Biographie

### Enfance et éducation
Maxime Biaggi naît à Bastia d'une mère esthéticienne et d'un père plombier.
À onze ans, il prend des cours de théâtre et décroche quelques rôles dans des tournages en Corse.
Il quitte Bastia pour Paris afin de suivre des études de journalisme. En 2020, il fait un stage à Webedia, entreprise qui produit l'émission sur internet Zen dont Biaggi est l'animateur.

### Carrière
Il participe à plusieurs évènements sur internet, tels que le GP Explorer 2, organisé par Squeezie. Il a également remporté le Pétanque Explorer en duo avec ElianVentre, évènement organisé par Mcfly et Carlito.[pas clair],.

#### Zen
Le 25 septembre 2023, il présente pour la première fois Zen (le nom signifiant « nez » à l'envers, blague autour de la taille du nez de Maxime Biaggi) avec le streameur YassEncore, remplacé dès la seconde émission par Grimkujow.
Le programme se termine après trois saisons par une émission de clôture à Bercy devant 12 000 spectateurs.

## Filmographie
Sauf indication contraire, les informations mentionnées dans cette section peuvent être confirmées par la base de données cinématographiques IMDb,  présente dans la section « Liens externes ».

### Cinéma

#### Longs métrages
- 2020 : Belle Fille de Méliane Marcaggi : Serveur
- 2020 : Localisé(s), de Battì Croce : Maxime

#### Courts métrages
- 2017 : Le Loup, de Battì Croce : Dumè
- 2022 : La Femme Objet, de Julien Josselin

### Télévision
- 2016-2017 : Studiente, de Battì Croce : Frate 1
- 2021-2024 : Zen (présentateur)